# Glas-in-loodcompositie IV
Glas-in-loodcompositie IV is een glas-in-loodraam ontworpen door Theo van Doesburg in het Kröller-Müller Museum in Nationaal Park de Hoge Veluwe.

## Beschrijving
Het bestaat uit drie ramen, die zich oorspronkelijk bevonden in het trappenhuis van het door architect Jan Wils ontworpen Huis De Lange in Alkmaar. De ramen bestaan uit een patroon van rechthoekige stukken glas. De buitenste ramen bestaan naast wit en zwart glas, ook uit rood, geel en blauw glas; het middelste raam uit oranje, paars en groen glas. Deze combinatie van primaire en secundaire kleuren paste Van Doesburg eerder toe in de werken Dans I en II.

## Motief

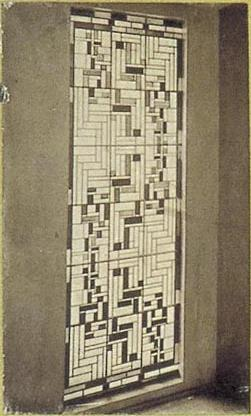
Glas-in-loodcompositie II. 1917.

De onderste helft is een 180° gedraaide versie van de bovenste helft. Elke helft bestaat uit twee motieven die steeds gespiegeld en 180° gedraaid worden herhaald. Deze twee motieven maken deel uit van Glas-in-loodcompositie II voor Villa Allegonda in Katwijk dat Van Doesburg voltooide vlak nadat hij met het ontwerp van Glas-in-loodcompositie IV begon. Het motief van Glas-in-loodcompositie II is gebaseerd op een zittend persoon. In de literatuur wordt Van Doesburgs werkwijze vaak vergeleken met de muziek van Bach. Ook Bach hield zich bezig met de gevarieerde herhaling van een hoofdmotief. Aanleiding voor deze vergelijking geeft Van Doesburg zelf. In een brief aan zijn vriend Antony Kok, gedateerd 14 juli 1917, schrijft hij:

Wanneer ik eenmaal ’n motief heb houd ik dit in de verwerking te veel bijelkaâr. In de muziek, vooral bij Bach, wordt het motief voortdurend op andere wijze verwerkt. Dat wil ik nu ook bereiken met een nieuw Dans motief.
— Theo van Doesburg (14 juli 1917)

Elders in deze brief schrijft hij dat zijn ‘groote tryptiek voor glas in lood’ (Glas-in-loodcompositie IV) in uitvoerings is. Dat wil zeggen dat het ontwerp toen al voltooid was en er geen sprake was van de werkwijze van Bach als uitgangspunt voor zijn glas-in-loodcompositie. Ook schrijft Van Doesburg in 1920 aan een brief aan C. de Boer dat hij het raam te symmetrisch vindt. In latere ontwerpen voor glas-in-loodramen past hij dan ook meer ingewikkelde en asymmetrische schema's toe.

## Datering
Van Doesburg begon met het ontwerp van Glas-in-loodcompositie IV vlak na 3 september 1917. Op die datum schrijft hij aan Kok: ‘Het tryptiek is het eerste waar aan ik nu ga beginnen’. Op 14 juli 1917 was het in uitvoering. Begin september 1917 werd het geplaatst in Huis De Lange in Alkmaar.

## Herkomst
In 1980 werd het raam verwijderd en door de Rijksgebouwendienst overgedragen aan de Dienst Verspreide Rijkscollecties (nu Rijksdienst voor het Cultureel Erfgoed). Tijdens de restauratie van Huis De Lange in 1984 werd het oude raam vervangen door een replica gemaakt door Atelier Bogtman in Haarlem. Het origineel wordt sinds 1991 beheerd door het Kröller-Müller Museum.